# Sant'Angelo dei Lombardi
Sant'Angelo dei Lombardi er en by i Campania, Italien med 3.832 (2023) indbyggere.